# Solares (apellido)
El apellido Solares es de origen español y tiene una notable presencia en las regiones de Asturias y Cantabria, en el norte de España.

## Etimología
Se deriva del término "solar", que en español hace referencia a un terreno o lugar donde se levanta una casa o edificio. Esto indica una conexión histórica con propiedades y terrenos habitados.